# براندان باكلي (لاعب هوكي الجليد)
براندان باكلي (بالإنجليزية: Brendan Buckley)‏ هو لاعب هوكي الجليد أمريكي، ولد في 6 فبراير 1977 في نيدهام في الولايات المتحدة.

## وصلات خارجية
- براندان باكلي على موقع دوري الهوكي الوطني (الإنجليزية)
- براندان باكلي على موقع EliteProspects.com (الإنجليزية)
- براندان باكلي على موقع Eurohockey.com (الإنجليزية)
- براندان باكلي على موقع HockeyDB.com (الإنجليزية)